# 寒河站

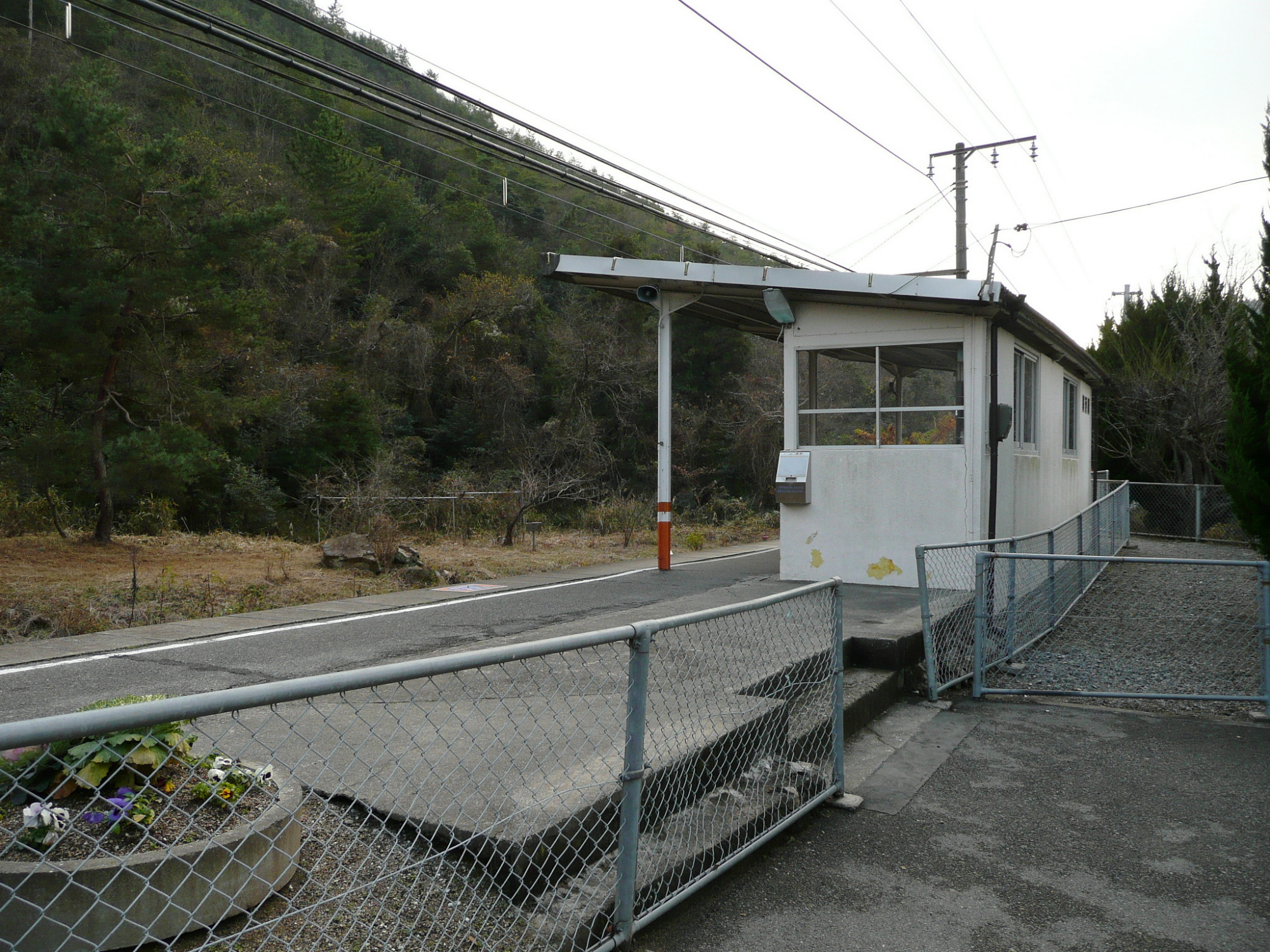
站入口（2008年1月7日）

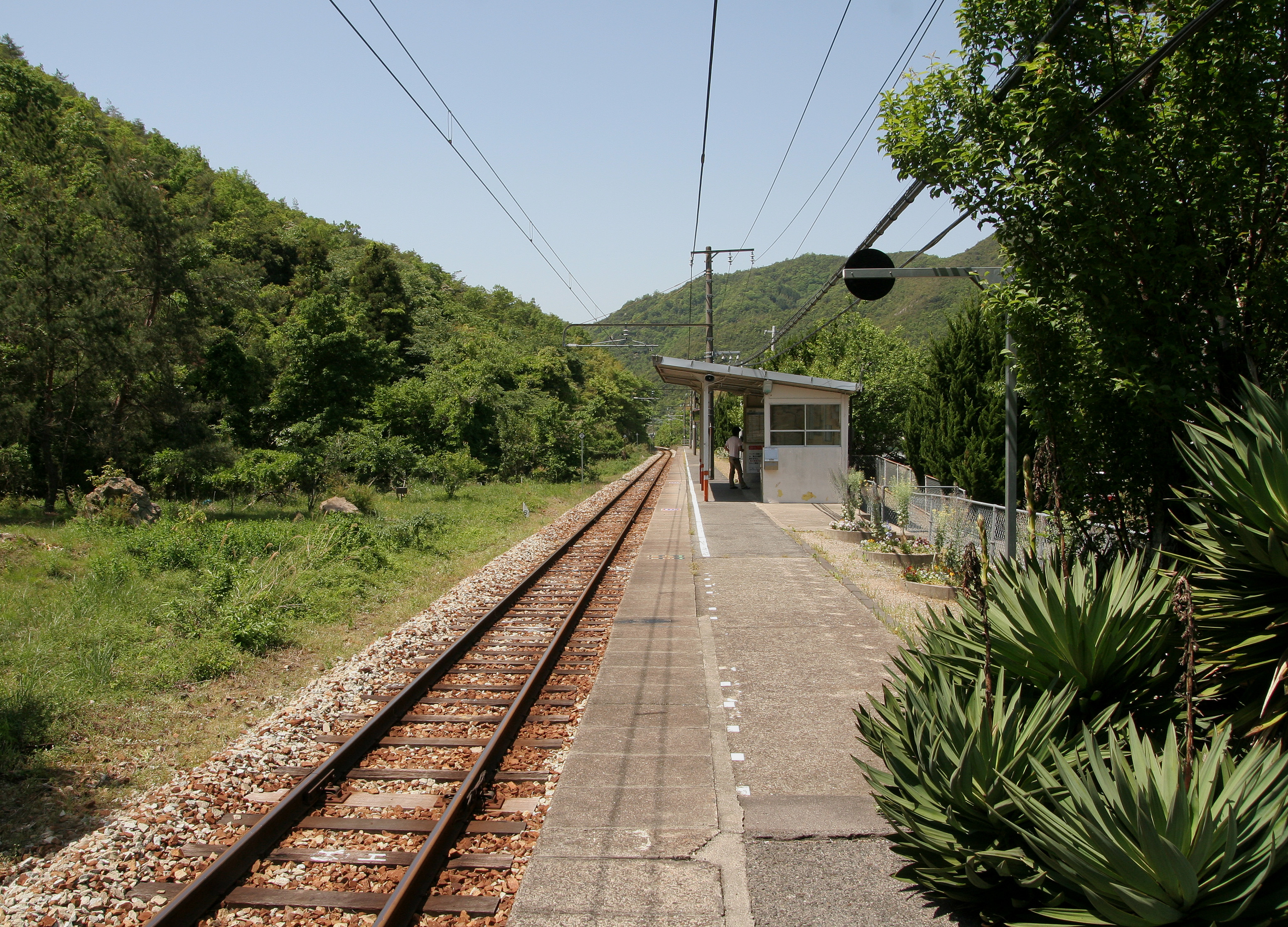
站內（2008年5月6日）

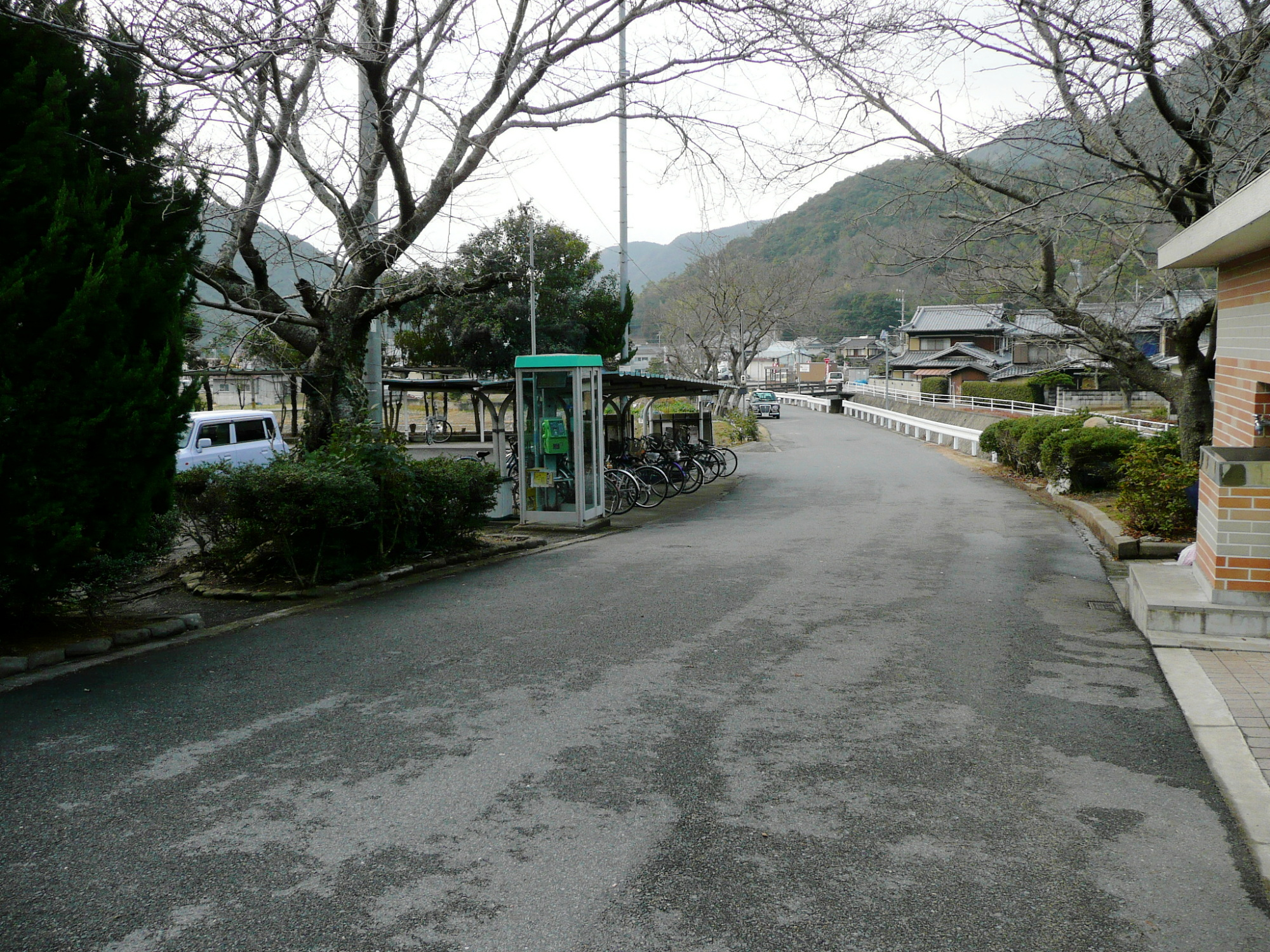
站前（2008年1月7日）

寒河站（日语：／ Sōgo eki */?）是位於岡山縣備前市日生町寒河，西日本旅客鐵道（JR西日本）赤穗線的車站。車站編號為「JR-N16」。
此站是赤穗線從相生一方首座位於岡山縣內的車站，此站以西由岡山分社管轄。鄰站備前福河站以東由近畿統括本部管轄。另外，在運輸系統上，實施兩分社的邊界是在播州赤穗站。

## 歷史
- 1962年（昭和37年）4月1日 - 赤穗線備前福河站至日生站之間開設此站。
  - 當時車站地址在岡山縣和氣郡日生町（日语：日生町）寒河。
- 1987年（昭和62年）4月1日 - 伴隨國鐵分割民營化，車站由西日本旅客鐵道（JR西日本）營運。
- 2005年（平成17年）3月22日 - 隨著備前市（第二次）成立，車站地址為岡山縣備前市日生町寒河。
- 2018年（平成30年）9月15日 - 引入可支援ICOCA的IC卡專用閘機。此站可以使用ICOCA[1]。

## 車站構造
車站是一座地面車站，設有1面1線的單式月台，岡山方向與播州赤穗方向的列車使用同一月台，岡山方向的列車會開啟右邊車門。車站月台還未升高。
此站是由東岡山站管理的無人車站。車站內沒有車站大樓。車站可以使用ICOCA（以及互相使用的IC卡），設有IC卡讀卡機（出入閘）和自動售票機。在月台上設有候車空間。在引入自動售票機前，車站設成乘車站證明票發票機。隨後在設置自動售票機後，當初只發售非磁式車票，隨著岡山地區引入自動閘機後，改為發售磁式車票。
車站內設有男女共用濕廁。

## 使用狀況
以下為近年1日平均乘車人次列表：
| 乘車人次變化 | 乘車人次變化    | 乘車人次變化 | 乘車人次變化    | 乘車人次變化 | 乘車人次變化    | 乘車人次變化 | 乘車人次變化    |
| 年度         | 1日平均乘車人次 | 年度         | 1日平均乘車人次 | 年度         | 1日平均乘車人次 | 年度         | 1日平均乘車人次 |
| ------------ | --------------- | ------------ | --------------- | ------------ | --------------- | ------------ | --------------- |
| 2018         | 184             | 2012         | 157             | 2004         | 189             | 1996         | 222             |
| 2017         | 165             | 2011         | 181             | 2003         | 203             | 1995         | 224             |
| 2016         | 161             | 2010         | 181             | 2002         | 209             | 1994         | 213             |
| 2015         | 160             | 2009         | 178             | 2001         | 200             | 1993         | 218             |
| 2014         | 145             | 2008         | 173             | 2000         | 180             | 1992         | 229             |
| 2013         | 159             | 2007         | 172             | 1999         | 189             | 1991         | 219             |
|              |                 | 2006         | 177             | 1998         | 189             | 1990         | 223             |
|              |                 | 2005         | 184             | 1997         | 198             | 1989         | 219             |

## 車站周邊
車站後邊為山。在車站正面設有密集的住宅區和農地。
- 備前市立日生東小學
- 寒河中巴士站（備前市營巴士（日语：備前市営バス），片上 - 日生 - 寒河・福浦峠線）
- 國道250號

## 相鄰車站
西日本旅客鐵道
 赤穗線
備前福河－寒河（JR-N16）－日生（JR-N15）

## 注腳
1. ↑  .   [2020-04-21]. （原始内容存档于2018-05-30）.
2. ↑  岡山縣統計年報

## 外部連結
- 寒河｜車站資訊：JR出門網 - 西日本旅客鐵道